# صافيني مرة

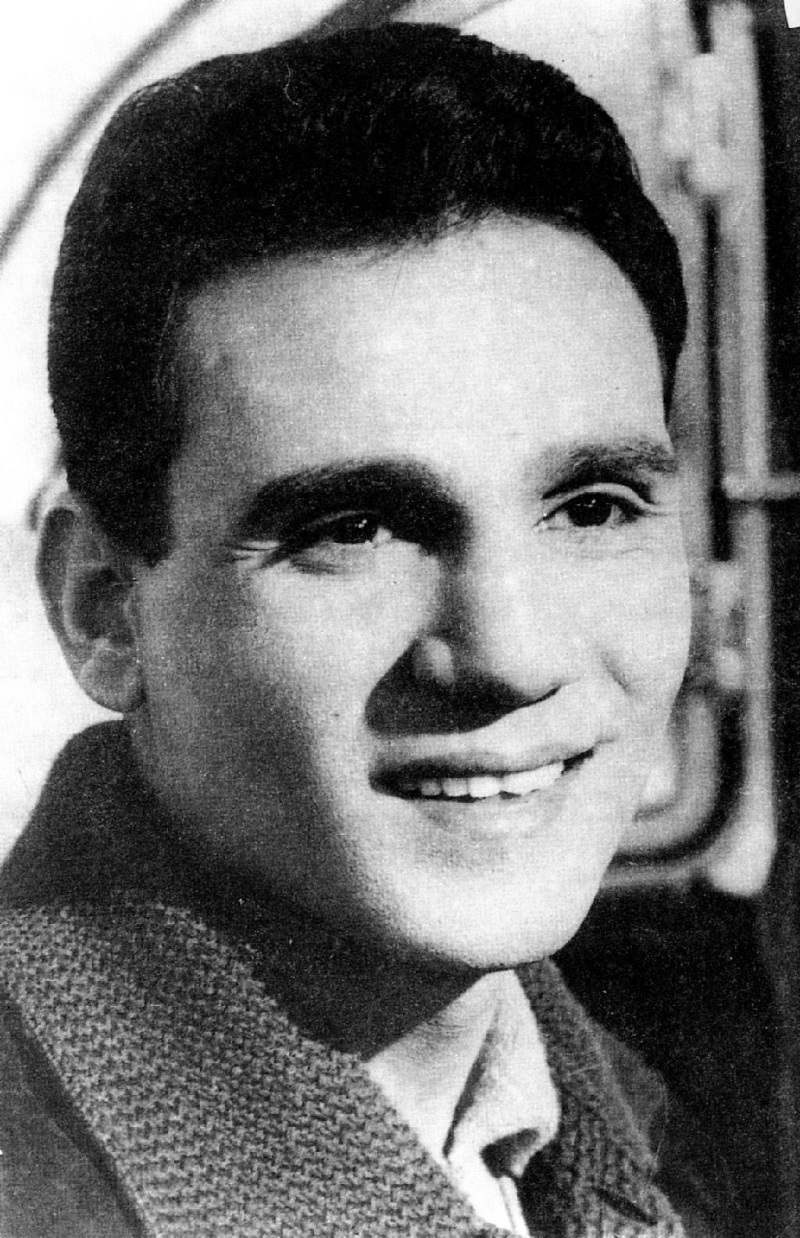

صافيني مرة هي أول أغنية غناها باسمه عبد الحليم حافظ، وكان اسمه قديما "عبد الحليم شبانة"، وهي من ألحان محمد الموجي، غناها لأول مرة في حديقة الأندلس عام 1953م، وكانت هذة الأغنية التي شهرته، وهى الأغنية التي قال عنها عبدالحليم: «هي اللى أدارت رؤوس الناس علشان يعرفوا مين ده اللى بيغنى»، كما غناها أيضاً في فيلم أيام وليالي عام (1955).
- كلمات سمير محجوب.
- ألحان محمد الموجي.
- غناء عبد الحليم حافظ.

## كلمات الأغاني
صافيني مرة وجافيني مرة
ولاتنسانيش كده بالمرة
صافيني مرة وجافيني مرة
كنا سوى قلبين
الحب جمع شملنا
والعين تقول للعين
احنا تخلقنا لبعضنا
وابقى جنبك ولانيش عارف
ايه مخبي
والقلب يبقى فرحان وخايف
لا يروح حبي
وتروح الفكرة.
وتيجي الفكرة.
وانت ناسيني كده بالمرة
صافيني مره وجافيني مرة
اسأل نجوم الليل
تشهد على حالي يوم ماتغيب
ويا القمر
ياما سهرت ليالي من غير حبيب
اشكي لوحدي
يسهر يسليني
من كتر وجدي
يفضل يواسيني.
ويقول حشوفك
مسيري بكرة.
وانت ناسيني كده بالمرة
صافيني مره وجافيني مرة
لما تكون ناوي تجافيني
قوللي وان كان. وان كان عليك اللوم
دا رضاك ياروحي على عيني
وانا بخاطري. بخاطري اكون مظلوم
وان عاتبتك ابقى انساني
وان جاوبتك ابقى اهواني
بس افتكرني ولو بنظرة
ياللي ناسيني كده بالمرة
صافيني مره وجافيني مرة.